# اناکاپال
اناکاپال (به انگلیسی: Anakapalle) یک  در هند است که در ویساکاپاتنام واقع شده‌است.

## خصوصیات
اناکاپال ۲۳٫۲۸ کیلومترمربع مساحت و ۸۶٬۶۱۲ نفر جمعیت دارد و ۲۵ متر بالاتر از سطح دریا واقع شده‌است.

## نگارخانه

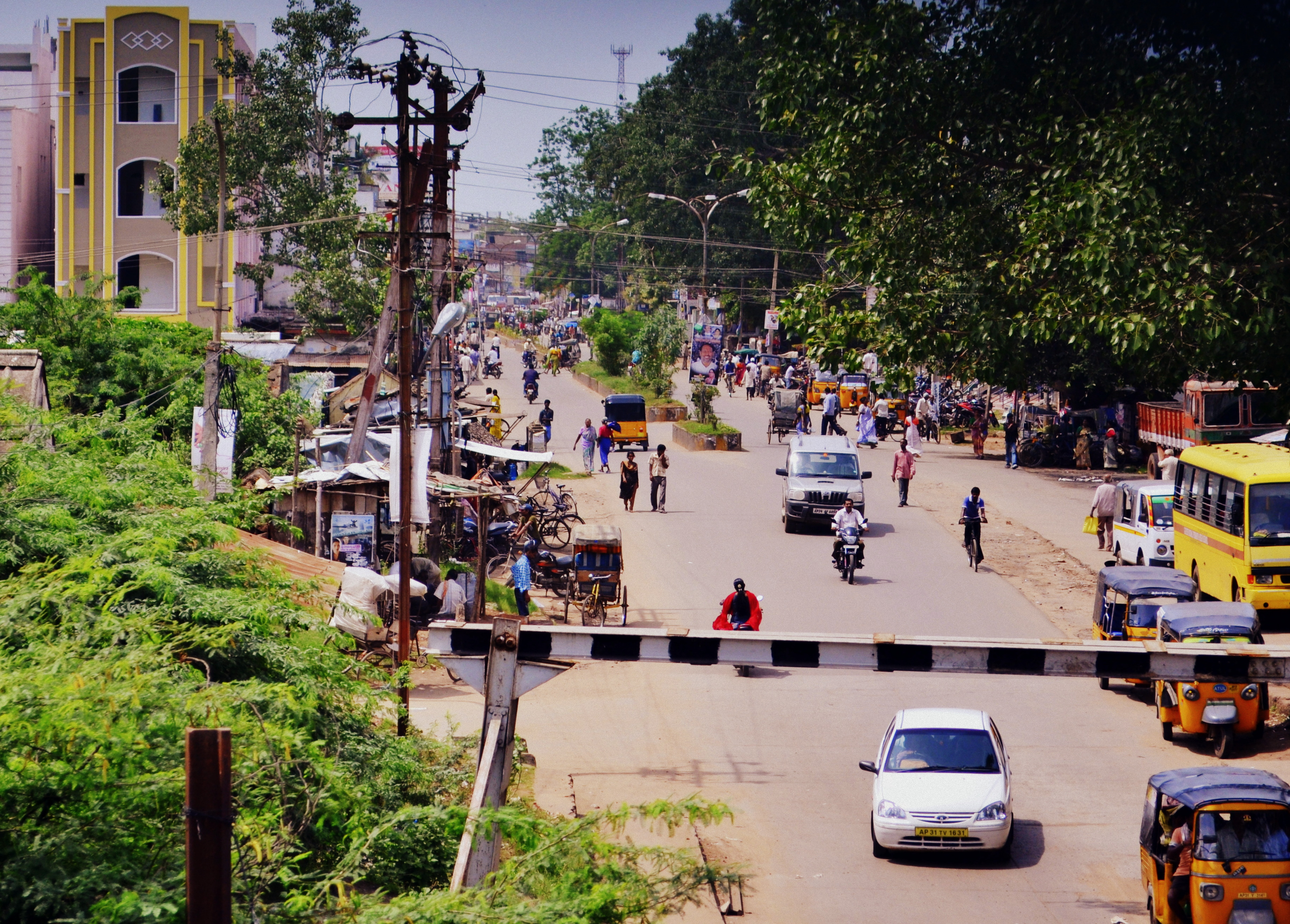
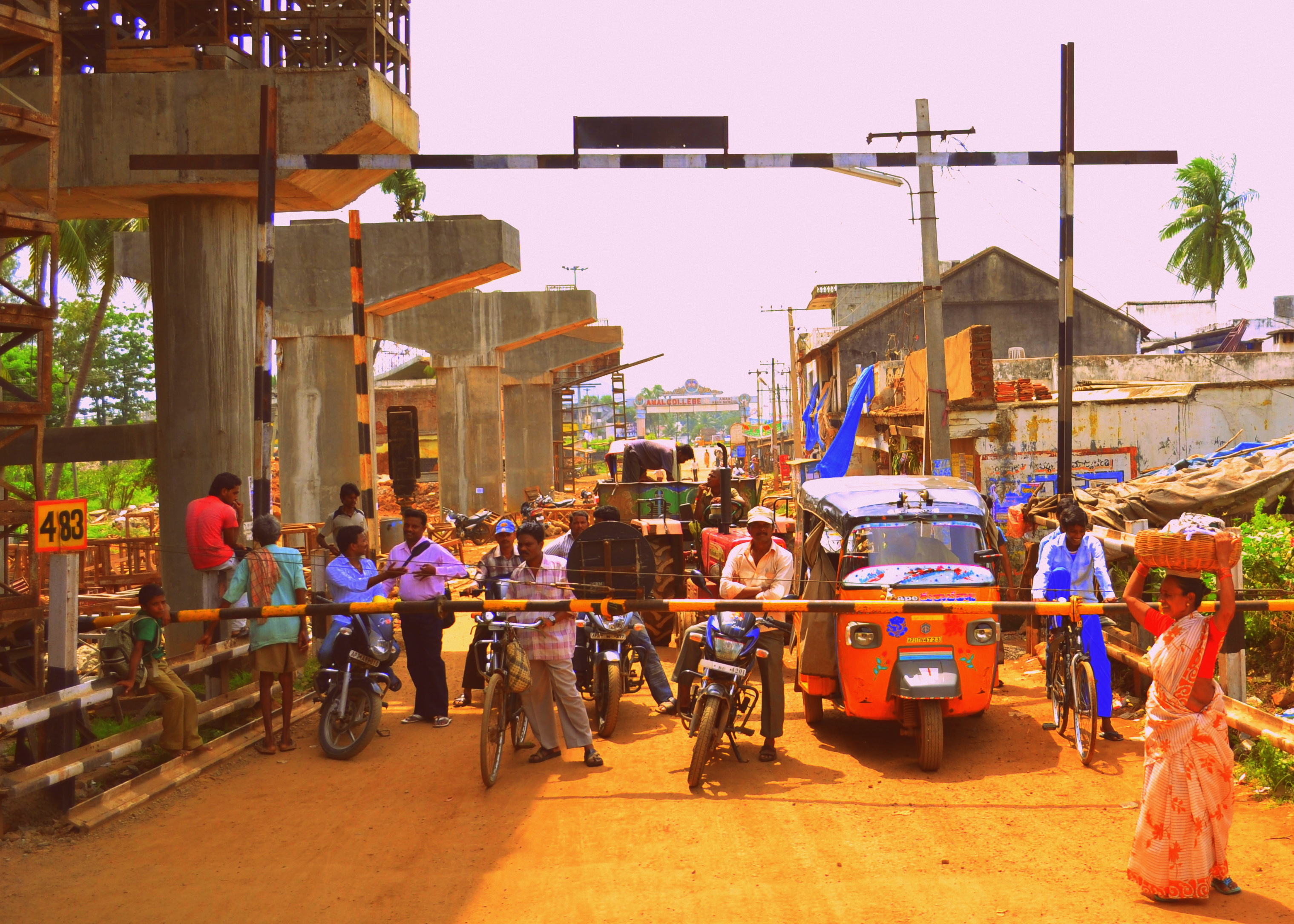
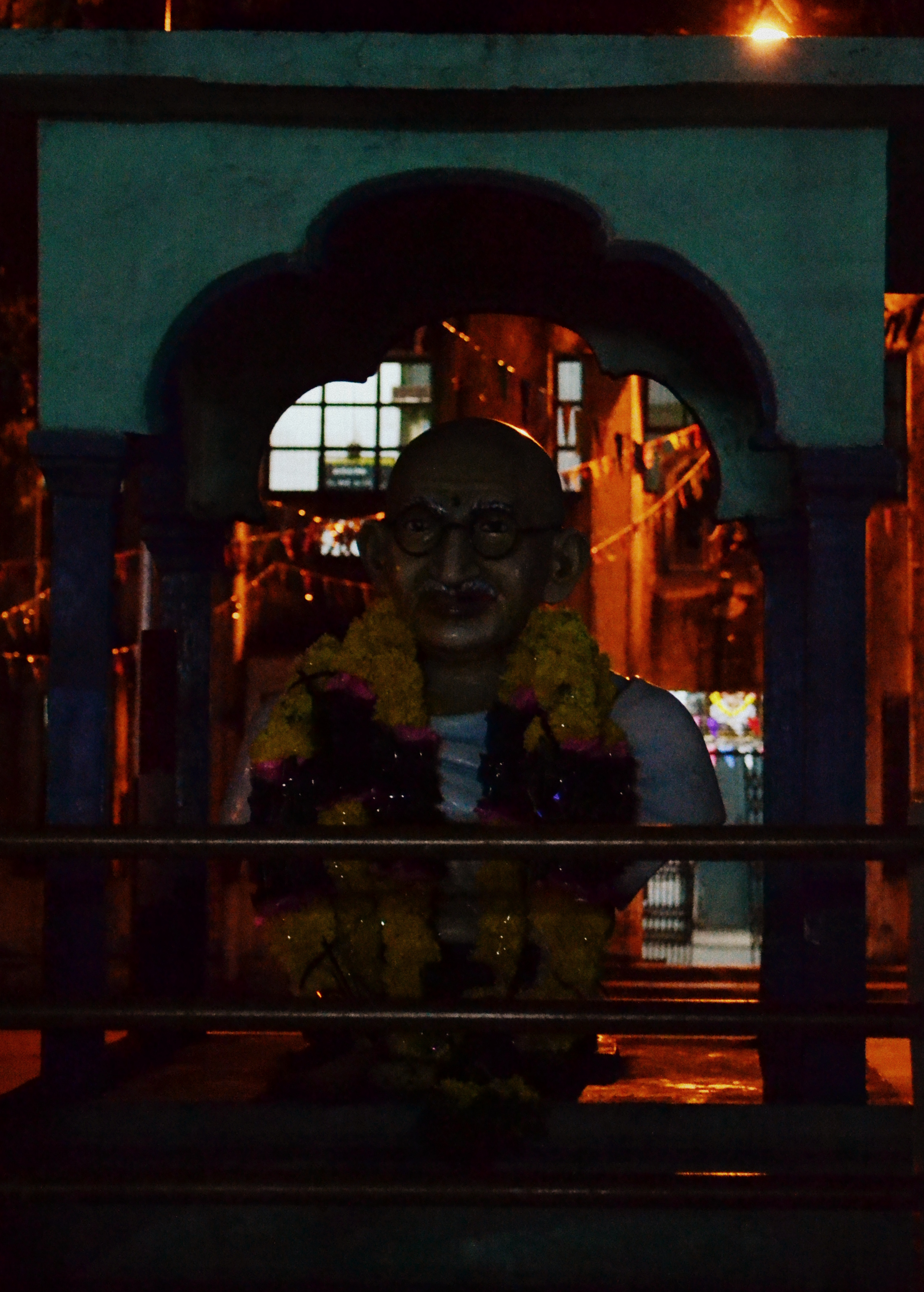
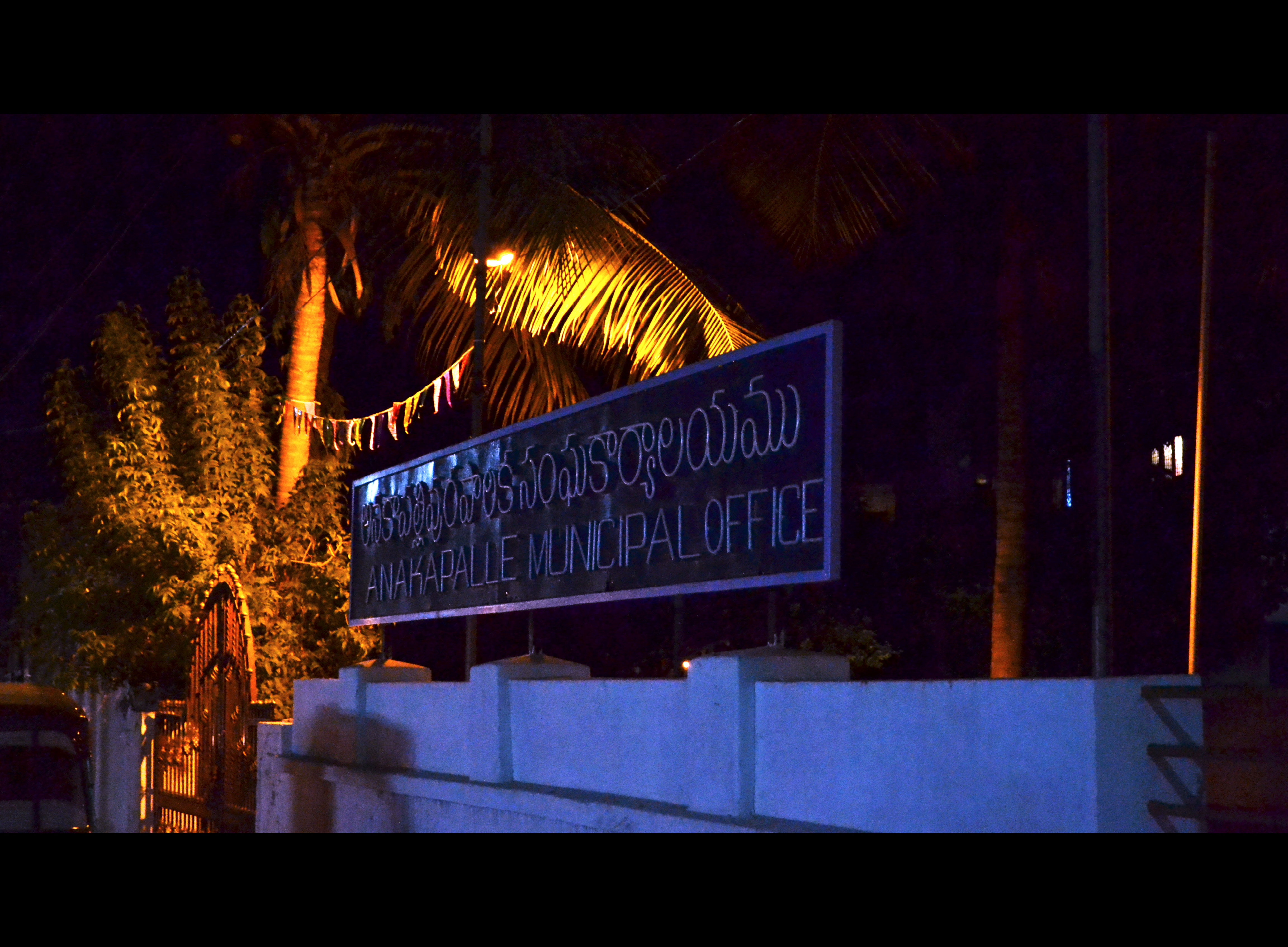
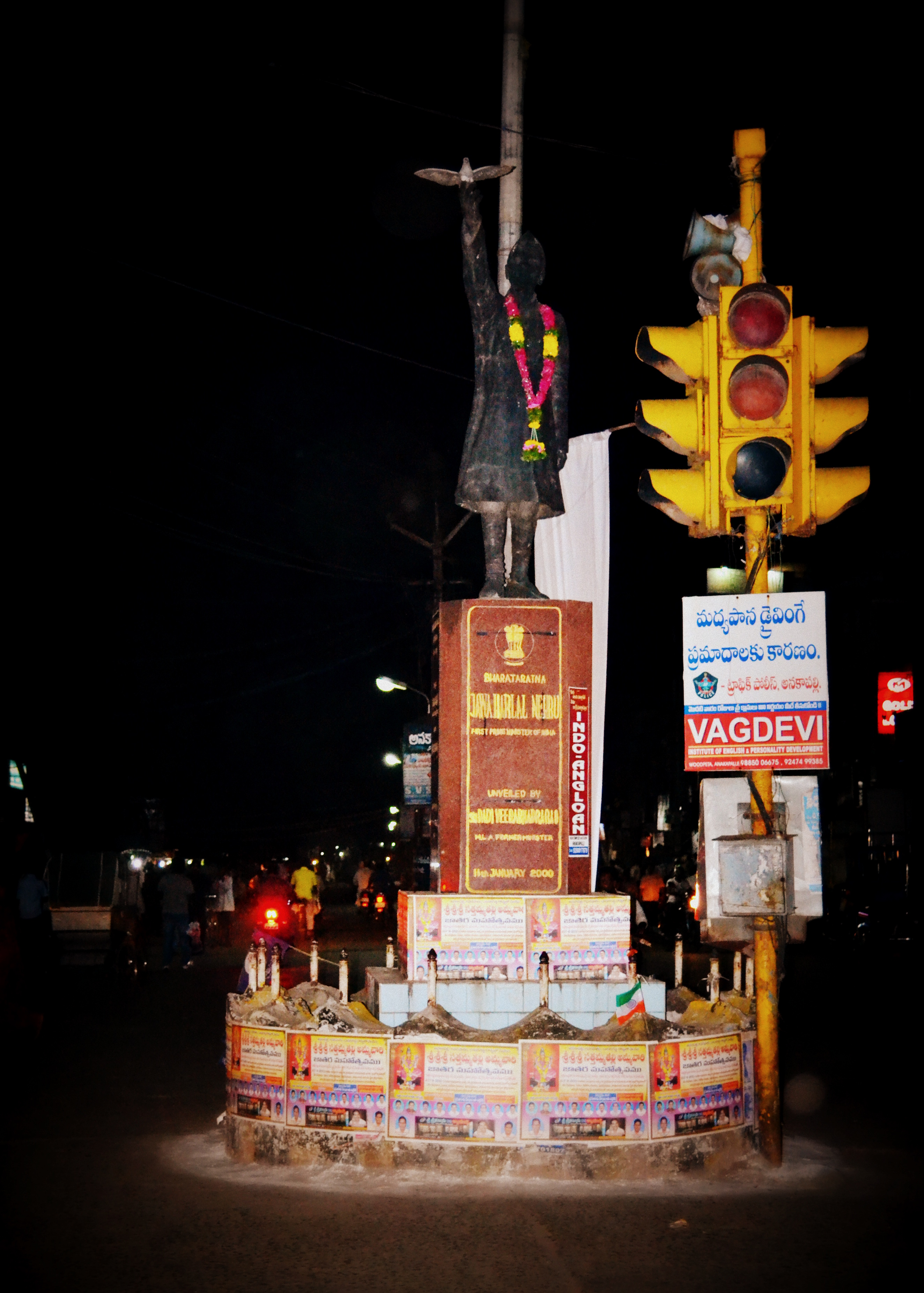
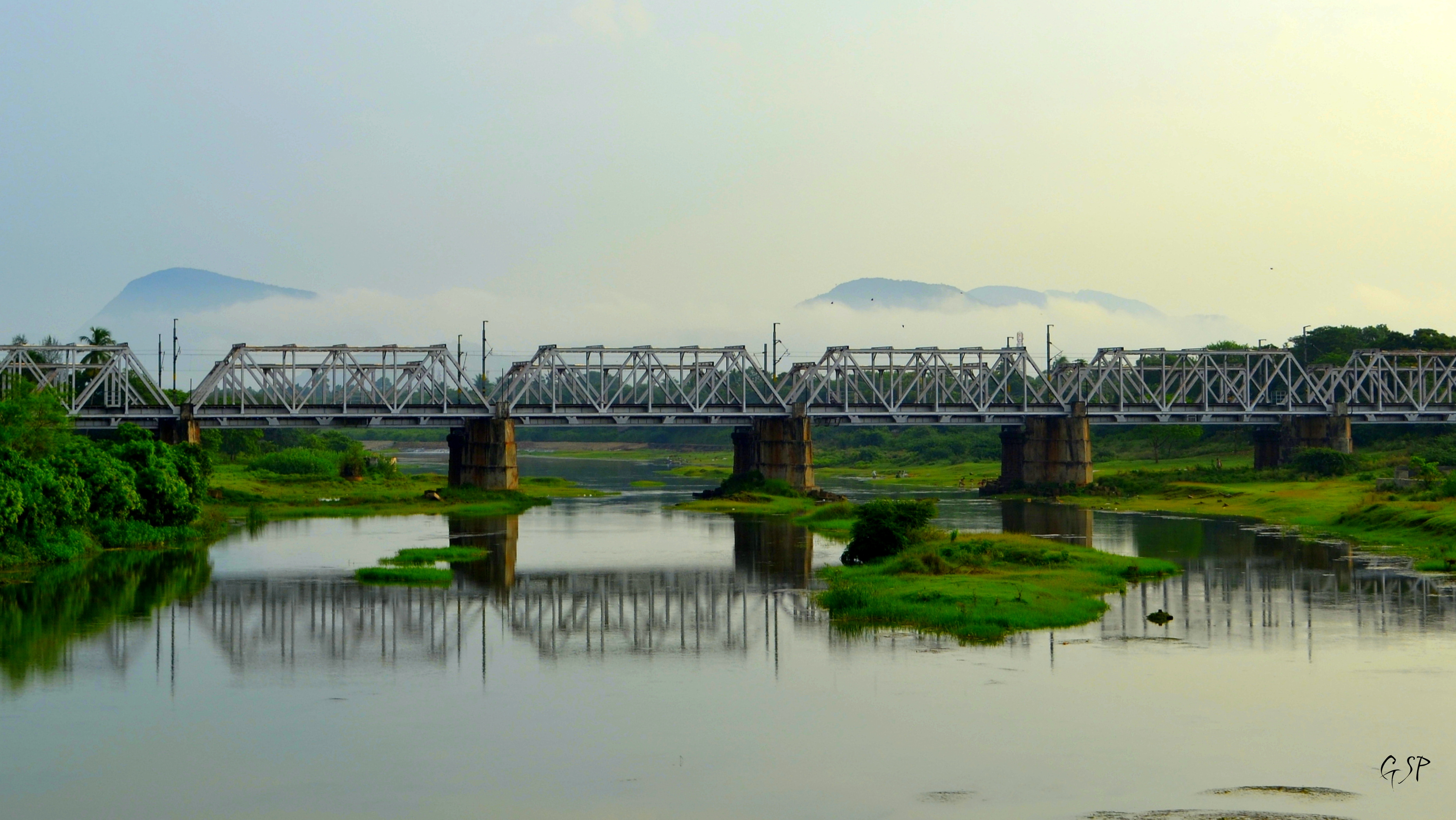
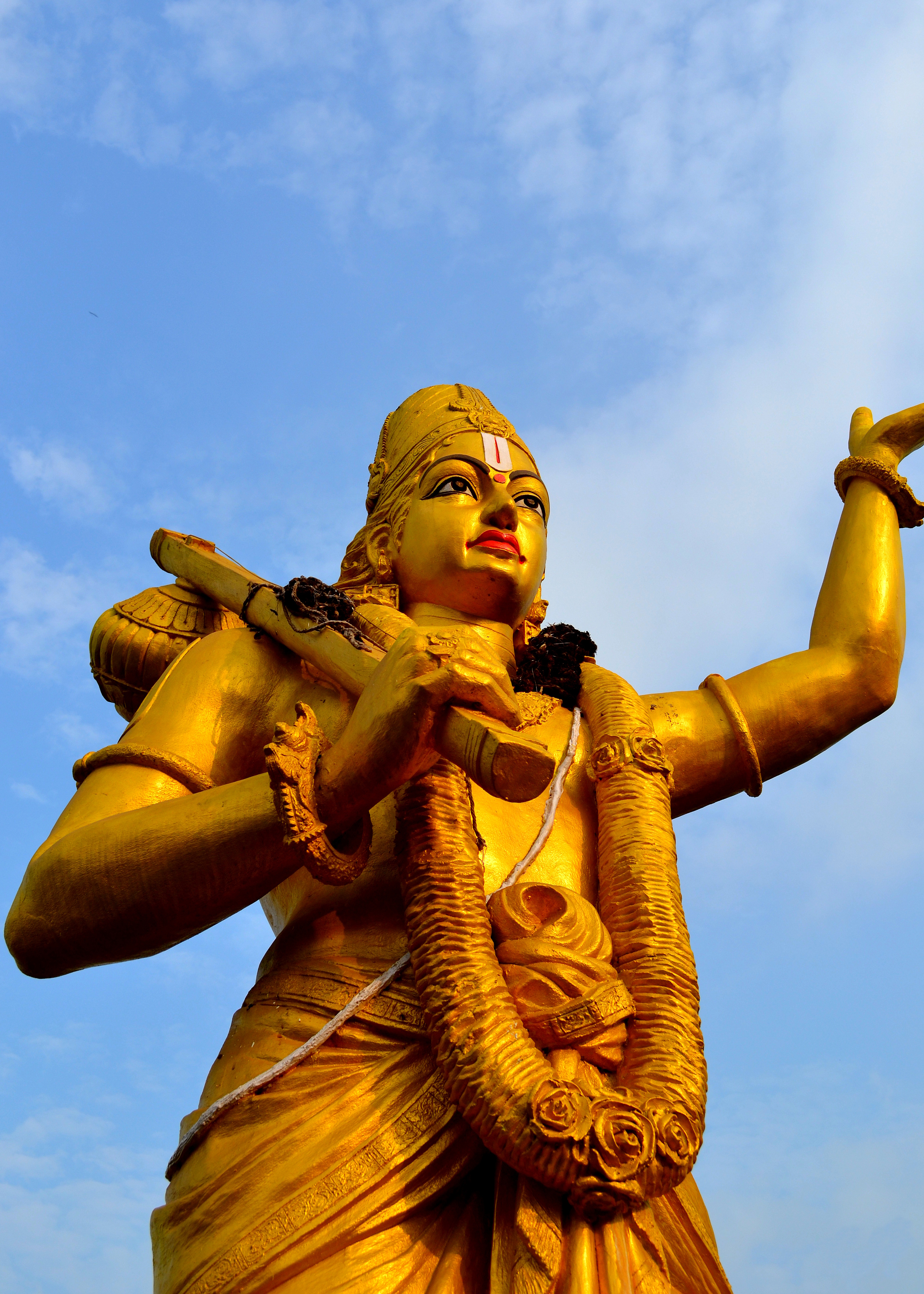